# Cá mú nâu chấm
Epinephelus poecilonotus, thường được gọi là cá mú chấm vạch, là một loài cá biển thuộc chi Epinephelus trong họ Cá mú. Loài này được mô tả lần đầu tiên vào năm 1843. Một số nhà ngư học đã đề nghị xếp loài này vào chi Mycteroperca.

## Phân bố và môi trường sống
E. poecilonotus có phạm vi phân bố rộng rãi ở Ấn Độ Dương và Tây Thái Bình Dương. Loài này được tìm thấy ở phía nam Oman, và từ Nam Somalia dọc theo bờ biển Đông Phi đến Nam Phi, bao gồm Madagascar và các hòn đảo xung quanh; băng qua bờ tây Ấn Độ, Sri Lanka và các hòn đảo phía tây nam đến biển Andaman, xuống đảo Sumatra. Ở Tây Thái Bình Dương, E. poecilonotus có mặt tại Khánh Hòa, Việt Nam; phía bắc từ đảo Đài Loan ngược lên miền nam Nhật Bản và Hàn Quốc; xa nhất về phía đông là Fiji. Cá trưởng thành sống xung quanh các rạn san hô và các bãi đá ngầm ở độ sâu khoảng từ 45 đến 375 m; cá con sống ở vùng nước nông hơn.

## Mô tả
E. poecilonotus trưởng thành có kích thước lớn nhất là khoảng 65 cm. Thân thuôn dài, hình bầu dục. Cá trưởng thành và cá con có màu sắc khác biệt rõ rệt.
Số gai ở vây lưng: 11; Số tia vây mềm ở vây lưng: 14 - 15; Số gai ở vây hậu môn: 3; Số tia vây mềm ở vây hậu môn: 8; Số tia vây mềm ở vây ngực: 17 - 19; Số vảy đường bên: 54 - 63.
Thức ăn của E. poecilonotus là các loài cá nhỏ hơn, động vật thân mềm và động vật giáp xác. Chúng được đánh bắt nhằm mục đích thương mại.